# Rock Band Track Pack Volume 2
Rock Band Track Pack Volume 2 è un'espansione per vari videogiochi della serie Rock Band, sviluppata da Harmonix Music Systems e pubblicata da MTV Games il 18 novembre 2008.

## Modalità di gioco
Permette a tutte le utenze di disporre di canzoni aggiuntive anche qualora non si potesse avere la possibilità di scaricare le canzoni online. Le canzoni sono suddivise in gruppi come nei capitoli della serie principale e come anche nel Volume 1 e, come nell'espansione Ac/Dc Live: Rock Band, le versioni per Xbox 360 e PlayStation 3 hanno sul retro del manuale un codice che permette l'esportazione delle tracce nei capitoli principali della serie.

## Tracce
Le canzoni sono 20 e sono tutte in versione originale. Qua di seguito la tracklist completa:
- Afterlife - Avenged Sevenfold
- Call Me - Blondie
- El Scorcho - Weezer
- Girl U Want - Devo
- Girls Who Play Guitars - Maxïmo Park
- Indestructible - Disturbed
- It Hurts - Angels & Airwaves
- Just What I Needed - The Cars
- Message in a Bottle - The Police
- Monkey Gone to Heaven - Pixies
- Rio - Duran Duran
- Saints of Los Angeles - Mötley Crüe
- Simple Man - Lynyrd Skynyrd
- Snow (Hey Oh) - Red Hot Chili Peppers
- The Perfect Drug - Nine Inch Nails
- This Ain't a Scene, It's an Arms Race - Fall Out Boy
- Time Is Running Out - Papa Roach
- Why Do You Love Me - Garbage
- You've Got Another Thing Comin' - Judas Priest
- Zero - The Smashing Pumpkins